# Вилхелм IV (Юлих)
Вижте пояснителната страница за други личности с името Вилхелм IV.
Вилхелм IV (на френски: Guillaume IV de Juliers; на немски: Wilhelm IV von Jülich, * 1210, † 16 март 1278 в Аахен) e граф на Юлих през 1225 – 1218 г. (Не трябва да се бърка с Вилхелм IV херцог на Юлих († 1511)).

## Биография
Той е най-възрастният син на граф Вилхелм III († 1218 при Дамиета) и Матилда († сл. 1234), дъщеря на Валрам IV херцог на Лимбург и Кунигунда, дъщеря на херцог Фридрих I от Лотарингия.
През 1234 г. Вилхелм издига Юлих на град, без да се съобразява с правата на архиепископите на Кьолн. През 1239 г. архиепископът на Кьолн разрушава града. През 1267 г. той пленява архиепископ Енгелберт II († 1274) в битката при Цюлпих и го държи три години и половина до 1271 г. затворен в замъка си Нидеген, след което папа Климент IV, след неуспешни преговори, издава интердикт над Юлих.
От 1265 до 1269 г. Вилхелм построява на остатъците от старата гранична крепост на него наречения замък Вилхелмщайн (днес в региона на град Аахен).
Той е убит заедно с най-големия му син Вилхелм на 16 март 1278 г. от бунтуващи в Аахен.

## Фамилия
Вилхелм се жени през 1237 г. за Маргарета († пр. 1251), дъщеря на Герхард IV граф на Гелдерн († 1229) и Маргарета от Брабант († 1231), дъщеря на херцог Хайнрих I от Брабант и снаха на император Ото IV († 1218). Той се жени втори път пр. 26 януари 1260 г. за нейната сестра Рихардис от Гелдерн (* ок. 1215, † 1293/98).
Вилхелм има децата:
- Матилда, омъжена за Йохан I фон Ринек, граф на Лоон-Шини († 1279)
- Маргарета († 1292), омъжена за Дитер V фон Катценелнбоген († 1276)
- Вилхелм V († 16 март 1278), женен за Мария († 1297), дъщеря на Гвидо I Дампиер, граф на Фландрия
- Рихардис, омъжена за граф Вилхелм фон Салм-Вианден
- Валрам (* 1240/45, † 1297), от 1278 г. граф на Юлих
- Ото, пробст в Маастрихт и архидякон в Лиеж
- Герхард V (* пр. 1250, † 29 юли 1328), от 1297 г. граф на Юлих
- Пиронета († 1300), 1277 омъжена за граф Лудвиг фон Арнсберг († 1313)
- Катарина (* ок. 1250, † сл. 1287), омъжена пр. 1273 г. за Йохан фон Аренберг († 1281/1282)
- Бланшефльор, омъжена за граф Хайнрих фон Спонхайм († 1289)
- Мехтилдис (* ок. 1255, † сл. 1287)
- вер. Роланд